# 共同作業所
共同作業所（きょうどうさぎょうしょ）は、作業所、小規模作業所、無認可作業所、障害者作業所、小規模授産所、福祉作業所などとも呼ばれている。様々な困難をもつ障害者が日中集い,活動する所を「通所施設」という。
2006年4月の障害者自立支援法（2005年10月成立、2013年4月に障害者総合支援法に改題）の施行までは自治体独自の補助金制度などにより、運営が支えられてきた。
障害者自立支援法以降は作業所の機能に合わせ、障害者総合支援法の生活介護、自立訓練（機能訓練、生活訓練、宿泊型自立訓練）、就労移行支援、就労継続支援（A型、B型）、地域活動支援センターなどの事業種別へ移行しているところが多い。

## 歴史
共同作業所の歴史は、1969年（昭和44年）3月に、愛知県名古屋市で知的障害者の施設として、「ゆたか作業所」ができたのが始まりである。その後、特別支援学校（旧・養護学校）卒業後の進路先や就業したものの仕事に馴染めず、退職した者の行き場所として、家族や特別支援学校（旧・養護学校）教師などを中心に、設立の動きが全国的に広がった。
精神障害者においては、1976年（昭和51年）10月に、東京都小平市の「あさやけ第二作業所」ができたのが始まりである。精神科病院退院後、生活面の支援や就労の訓練の場として、家族、医療機関の相談員、保健師、当事者団体などにより設立されていった。
活動当初は、地域の集会所やそれぞれの家を転々としながら、活動場所を確保し、手弁当、草の根レベルで活動をしていた。
東京都では、1981年（昭和56年）4月から精神障害者共同作業所運営費補助事業が開始され、運営費の補助制度が確立。以降、東京都、および、全国的に普及し、地域で生活する障害者にとって、重要な社会資源として活用されてきた。

## 役割や機能
共同作業所の役割として、特別支援学校（旧・養護学校）卒業後の進路先や障害者の働く場所の確保である場合が多いと言われている。
そのため、働いた対価として、「工賃」が支給されているが、多くの場合は低額である。
近年は、収益をあげるところも多く、最低賃金に達する額を支払える事業所や、企業などに出向き、施設外で働く経験ができる事業所なども増えてきている。
その他の役割としては、居場所や憩いの場・交流の場、生活リズムの調整や就労のための訓練の場などのリハビリテーション機能、生活の質（QOL）の向上など多種多様である。重症精神障害者の居場所作り、再入院防止に特化したプログラムの作業所も少なくない。

## 活動内容
現在でも企業からの内職を請け負っている事業所が圧倒的に多いが、利用者のニーズなどに答えるように、自主製品（パンや手芸品）などの製造販売、公園の清掃や、リサイクルショップ、レストランや弁当屋などの運営をしている事業所もある。また、昼食づくり、茶話会、音楽やスポーツなどのレクリエーションやクラブ活動を行っているところもあり、内容は多岐にわたる。
一方で実態としては、作業が底を尽きた際や作業がままならず戦力になりづらい利用者の処遇に困った際、元請への納品補助やリサイクルショップの売れ残りの処分の名目で利用者を公用車に乗車させて連れ出したり、時には買い出しや公用車の給油への同行を作業扱いとしたり、併設リサイクルショップの店番の名目で事実上休憩させたりと、一般企業とは根本から仕事というものの捉え方が異なる作業所もある。